# Joost Sternheim

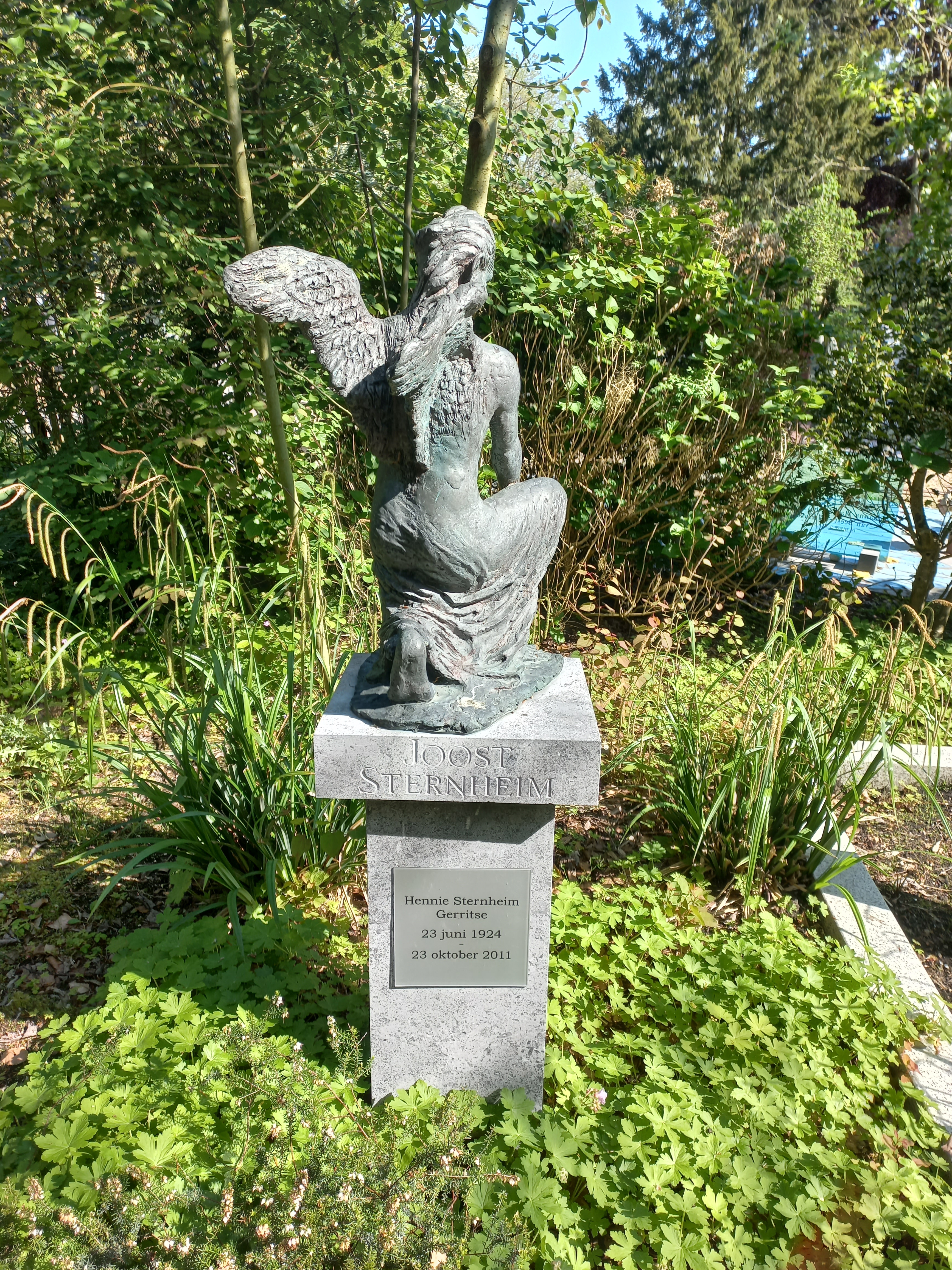
Graf Joost Sternheim en moeder (mei 2023)

Joseph (Joost) Sternheim (Den Haag, 31 maart 1951- Amsterdam, 25 juni 1992) was een Nederlands journalist en theaterdirecteur.

## Familie
Hij was zoon van Andries Albert Sternheim en Hendrika (Hennie) Gerritse (1924-2011), die voor/namens de Partij van de Arbeid in de gemeenteraad van Enschede (1975-1990) en Provinciale Staten Overijssel zat. Ook was ze lid van de cultuurcommissie in Enschede. Opa Joseph Sternheim (1887-1956) was toneelspeler en –acteur. Zuster Mirjam Sternheim werd acteur; andere zus Bernardien Sternheim is kunstschilder. Levensgezel Sonja van der Valk was/is net als Joost journalist, theatercriticus (De Groene Amsterdammer) en hoofdredacteur van Toneel Theatraal. Dochter Zooey Sternheim is trainer en data-analist bij De Transformatieve School en maakte in 2005 een kleine documentaire over haar vader voor Zeppelin.

## Leven
Hij was dramaturg bij diverse theatergroepen, onder meer bij Toneelgroep Baal. Hij werkte voor culturele programma’s van de Nederlandse Omroep Stichting. Voorts was hij criticus bij Toneel Theatraal en Haagse Post (jaren tachtig).
In de tweede helft van de jaren tachtig was hij artistiek directeur van Stichting Theaterunie, theater Frascati en De Brakke Grond; hij werd opgevolgd door Nan van Houte. Hij was bestuurslid van de Amsterdamse Kunstraad. 
Sternheim overleed thuis in zijn woning aan kanker. Hij werd begraven op Zorgvlied; in 2011 werd zijn moeder bijgezet. 
- Digitale Bibliotheek voor de Nederlandse Letteren: ster011
- International Standard Name Identifier: 0000 0003 9405 4941
- Nederlandse Thesaurus van Auteursnamen: 069730113
- Virtual International Authority File: 288448122